# 黄素影
黄素影（1919年1月1日—2017年11月21日），中国女演員，中国电影家协会会员。2003年以84岁高龄荣获华表奖影后。

## 生平
1919年黄素影生于一个小资产家庭，高中毕业后加入上海救亡演剧队。 1949年11月进入北京电影制片厂演员剧团，次年出演第一部电影《吕梁英雄传》。 之后在一系列影片中担纲配角演出，但在文革期间，由于家庭出身以及演出了被批斗的影片，而被隔离审查3年。
1990年代，黄素影出演的洗衣机广告在大陆曾家喻户晓。
进入了21世纪，80岁黄素影的事业反而有了全新的面貌，以《世界上最疼我的那个人去了》（2002年）荣获华表奖影后以及长春电影节最佳女配角。2009年获得第13届北京放映颁发的终身成就奖。 黄素影与同时代的女演员凌元、吴素琴、王云霞、白鸣，直到退休后依然是好友。在北京电影制片厂社区，5个老太太被称为“五朵金花”。
2017年11月21日，黄素影逝世，享寿99岁（虚龄）。

## 演出作品

### 电影
| 年份   | 片名                         | 角色       | 備註                                                                                       |
| 1950年 | 《吕梁英雄传》               | 康儿媳     |                                                                                            |
| 1951年 | 《新儿女英雄传》             |            |                                                                                            |
| 1955年 | 《祖国的花朵》               | 江林的母亲 |                                                                                            |
| 1956年 | 《祝福》                     | 邻居       |                                                                                            |
| 1956年 | 《马兰花开》                 | 大金牙     |                                                                                            |
| 1956年 | 《妈妈要我出嫁》             | 明华母     |                                                                                            |
| 1958年 | 《探亲记》                   | 保姆       |                                                                                            |
| 1960年 | 《耕云播雨》                 | 肖大娘     |                                                                                            |
| 1961年 | 《暴风骤雨》                 | 老田太太   |                                                                                            |
| 1961年 | 《为了六十一个阶级弟兄》     | 药农       |                                                                                            |
| 1962年 | 《停战以后》                 | 保姆       |                                                                                            |
| 1962年 | 《锦上添花》                 | 铁英母     |                                                                                            |
| 1963年 | 《早春二月》                 | 陈奶奶     |                                                                                            |
| 1963年 | 《小兵张嘎》                 | 药农       |                                                                                            |
| 1963年 | 《小铃铛》                   | 女乘客     |                                                                                            |
| 1965年 | 《烈火中永生》               | 江姐战友   |                                                                                            |
| 1978年 | 《孔雀飞来阿佤山》           |            |                                                                                            |
| 1981年 | 《伤逝》                     |            |                                                                                            |
| 1983年 | 《夕照街》                   | 二子妈     |                                                                                            |
| 1988年 | 《红楼梦》                   | 贾琏奶妈   | 第一部与第二部                                                                             |
| 1995年 | 《天伦》                     | 人贩母亲   | 第三届长春电影节最佳女配角                                                                 |
| 2000年 | 《卧虎藏龙》                 | 吴妈       |                                                                                            |
| 2000年 | 《恋之风景》                 | 婆婆       |                                                                                            |
| 2002年 | 《世界上最疼我的那个人去了》 | 母亲       | 第九届中国电影华表奖优秀女演员 第六届长春电影节最佳女配角 第三届华语电影传媒大奖最佳女主角 |
| 2003年 | 《手机》                     | 严手一奶奶 |                                                                                            |
| 2010年 | 《第一书记》                 | 吴奶奶     |                                                                                            |
| 2011年 | 《杨善洲》                   | 杨善洲母亲 |                                                                                            |
| 2012年 | 《飞越老人院》               | 客串       |                                                                                            |

### 电视剧
| 年份   | 片名                         | 角色     | 備註             |
| 1995年 | 《布尔什维克兄弟》           |          |                  |
| 1997年 | 《康熙微服私访记》（第一部） | 谭母     | 《八宝粥记》单元 |
| 2000年 | 《康熙微服私访记》（第三部） | 马大娘   | 《铃铛记》单元   |
| 2004年 | 《小兵张嗄》                 | 嘎子奶奶 |                  |
| 2008年 | 《鹿鼎记》                   | 老鸨     |                  |
| 2009年 | 《媳妇的美好时代》           | 侯奶奶   |                  |